# Бакон (Лоаре)
Бакон (фр. Baccon) насеље је и општина у централној Француској у региону Центар (регион), у департману Лоаре која припада префектури Орлеан.
По подацима из 2011. године у општини је живело 730 становника, а густина насељености је износила 22,11 становника/km². Општина се простире на површини од 33,02 km². Налази се на средњој надморској висини од 120 метара (максималној 131 m, а минималној 99 m).

## Демографија
| 1962. | 1968. | 1975. | 1982. | 1990. | 1999. | 2011. |
| ----- | ----- | ----- | ----- | ----- | ----- | ----- |
| 390   | 431   | 433   | 517   | 568   | 629   | 730   |

График промене броја становника у току последњих година